# République fédérale islamique des Comores
1978–2001
Entités précédentes :
- État comorien

Entités suivantes :
- Union des Comores

La république fédérale islamique des Comores (RFIC) est la seconde république de l'État indépendant formé des îles de Grande Comore, Anjouan et Mohéli.
Instaurée à la suite du coup d'État du 13 mai 1978, en remplacement de l'État comorien (1975-1978), elle se voit elle-même substituée en 2001 par l'Union des Comores.

## Économie
- En juin 1980, la Banque centrale des Comores voit le jour par l'intermédiaire d'une promulgation[1] ;
- En 1983, le prix moyen de l'achat de vanille au planteur est de 3 500 FC le kilo. Il est de 1 850 FC en 1992[2].